# カザフスタンの鉄道

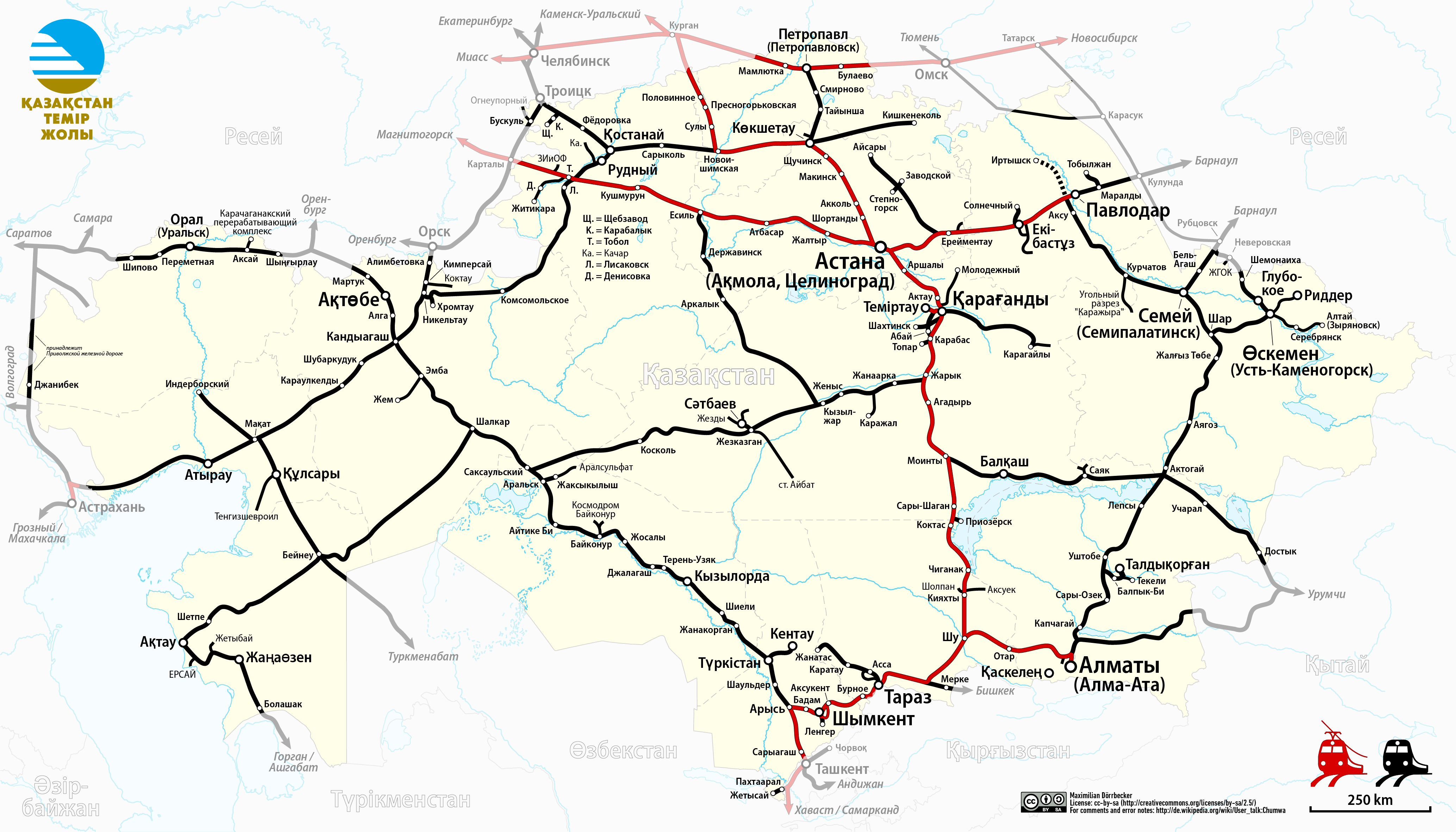
カザフスタンの鉄道網

カザフスタンの鉄道では、カザフスタンにおける鉄道について記す。

## 軌間
カザフスタンの鉄道の軌間は広軌（1,520mm）である。（距離：15,082km）

## 鉄道史
- 1997年1月31日 カザフスタン鉄道設立

## 事業者
- カザフスタン鉄道
- テングリ・ユニトレード・カーゴ

## 路線
- カザフスタン鉄道#路線参照

## 隣接国との鉄道接続状況
- ロシア - 接続あり
- 中華人民共和国 - 接続あり。軌間が異なる。
- キルギス - 接続あり
- ウズベキスタン - 接続あり
- トルクメニスタン - 接続あり
- アゼルバイジャン - 直接接続されてはいないが、アクタウと新バクー港を結ぶ鉄道連絡船経由で新ユーラシア・ランドブリッジを構成している。またトルクメニスタンのトルクメンバシ駅から新バクー港を結ぶ鉄道連絡船がある。